# Żelazowa Wola
Żelazowa Wola je ves v Polsku ležící asi 60 km od Varšavy v Mazovském vojvodství v gmině Sochaczew, nad řekou Utratou.
Je obklopena malebnou mazovskou krajinou s malými potoky klikatícími se mezi vrbami.
Żelazowa Wola je světoznámá jako místo narození hudebního skladatele a klavíristy Fryderyka Chopina. Narodil se zde rovněž vynikající houslista Henryk Szeryng.

## Historie obce
První zmínka o vsi je z roku 1579 v městských knihách, ve kterých jsou jako její majitelé Żelazowej Woli uvedeni Mikołaj a Piotr Żelazo – proto Żelazowa Wola. Koncem 18. století byla ves v držení rodiny Łuszczewských a poté rodiny Paprockých. Od nich ves s malým zámečkem (pol. dworkiem) v roce 1802 koupila rodina hraběte Skarbka. Guvernérem hraběcích dětí byl Nicolas Chopin, (původem Francouz), otec Fryderyka (Frédérica) Chopina narozeného v zámečku v roce 1810.

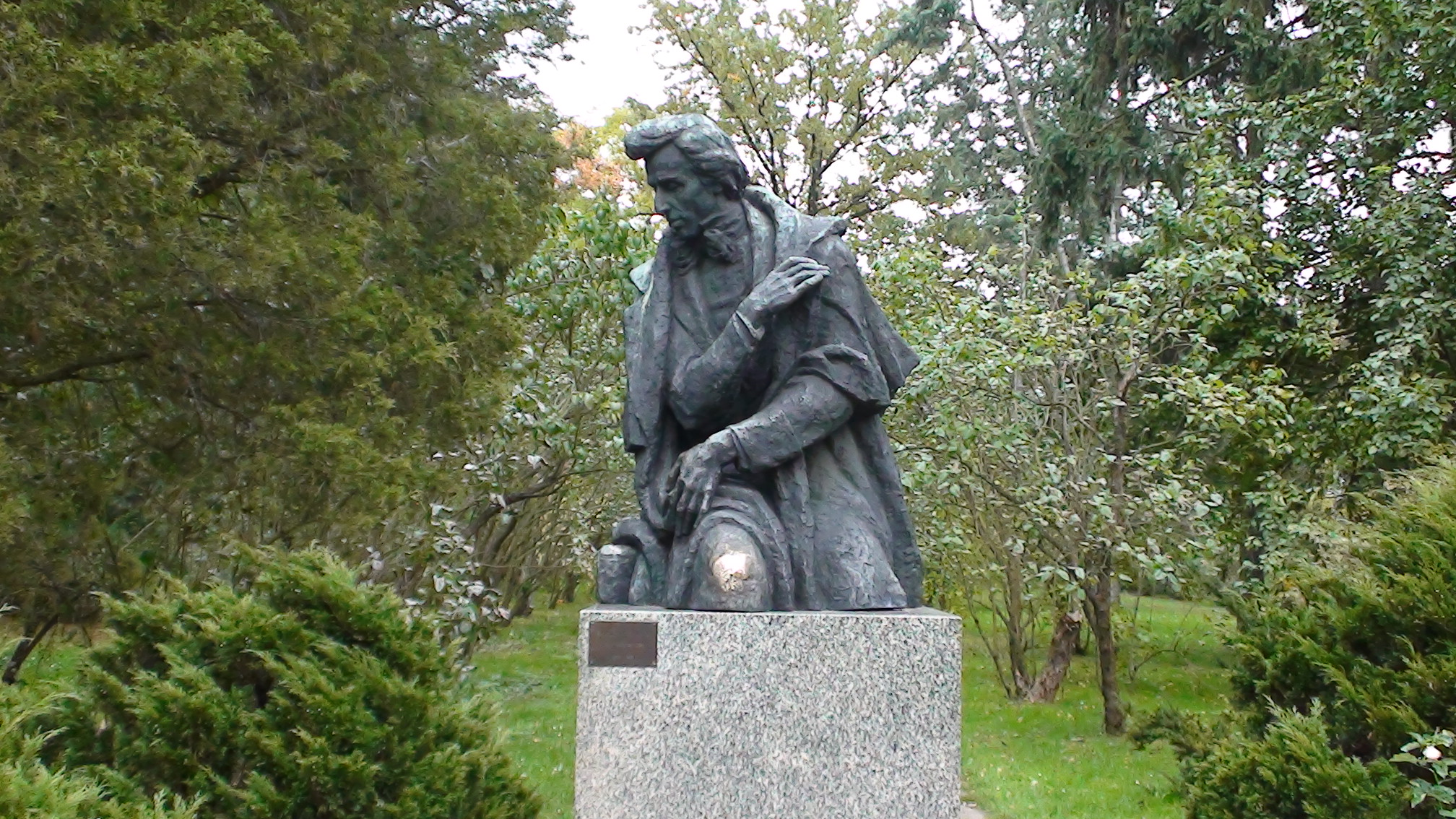
Chopinův pomník v Żelazowej Woli
od Józefa Gosławskiego

Za přítomnosti Milije Alexejeviče Balakireva byl ve vsi v roce 1894 odhalen první Chopinův pomník. V roce 1928 zámeček a 3 ha pozemků kolem budovy koupily varšavské Towarzystwo Przyjaciół Domu Chopina a Komitet Chopinowski ze Sochaczewa. Na pozemcích pak byl v letech 1932-1939 zřízen park ( arch. Franciszek Krzywda-Polkowski). Během 2. světové války byli v zámečku ubytováni němečtí vojáci a na konci války zde byl lazaret.
Dnes je v zachovaném křídle bývalého zámečku oddělení Muzea Fryderyka Chopina. V přilehlém parku se v létě pořádají koncerty Chopinových skladeb v interpretaci klavíristů z celého světa.
Roku 1909 na oslavu stého výročí narození složil ruský skladatel Sergej Ljapunov "symfonickou poému“ nazvanou Želazova Vola, Op. 37 (Жeлaзoвa Вoлa).